# Fleury Di Nallo
Fleury Di Nallo est un footballeur international français né le 20 avril 1943 à Lyon. Il évolue au poste d'attaquant du début des années 1960 au milieu des années 1970.
Surnommé « Le petit prince de Gerland », il est l'un des joueurs emblématiques de l'Olympique lyonnais, et le meilleur buteur de l'histoire du club. Il joue avec l'OL 489 matchs et marque 222 buts dont 182 en championnat de France. Il remporte avec ce club trois coupes de France.

## Biographie

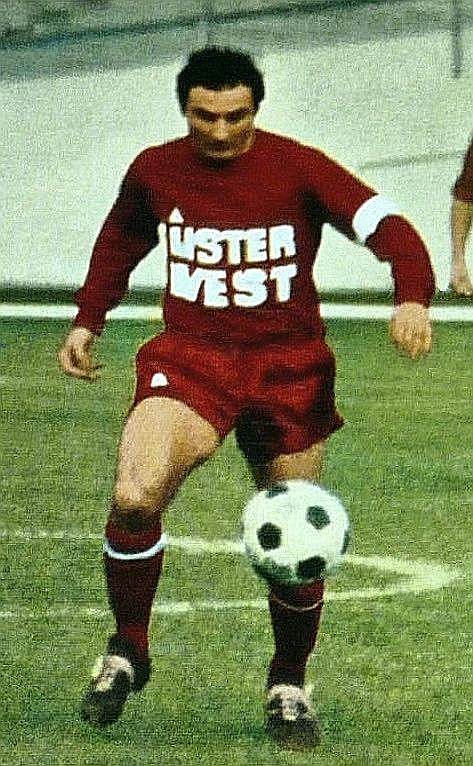
Fleury di Nallo en 1972.

Né d’une famille italienne de Cassino, Fleury Di Nallo est l'un des joueurs emblématiques de l’Olympique lyonnais. Il était d'ailleurs surnommé « Le petit prince de Gerland ». 
De 1960 à 1974, il joue 489 matchs avec l'OL et marque 222 buts. Au total il inscrit 187 buts dans le championnat de France, dont 182 avec le club lyonnais. Il remporte trois coupes de France. Le 22 septembre 1968, sa carrière connaît un coup d'arrêt. En effet, lors d'un match à Saint-Ouen contre le Red Star, à la 17e minute du match, un tacle de Carlos Monin a de lourdes conséquences : double fracture tibia-péroné. Il rejoue, 10 mois après, le 6 août 1969 contre Bastia et marque 2 buts.
Il est un des rares professionnels à avoir fait le grand saut de la D1 à la DH en signant au Montpellier La Paillade, le club de son ami lyonnais, Louis Nicollin. Lors de sa première saison, il marque 21 buts en 23 matchs de championnat, dont trois hat-tricks, et quatre buts en six matchs de coupe. Cette saison 75-76 fut ponctuée par un titre de champion de DH et une montée en D3 pour la Paillade. La deuxième année de Fleury Di Nallo, et sa dernière comme joueur, est moins prolifique puisqu'il n'inscrit que 6 buts en 21 matchs de championnat et 2 en 5 matchs de coupe. Avec les « papys » de Loulou Nicollin, ils éliminent en 32e de finale de Coupe de France le tenant du titre, l'Olympique de Marseille, deux buts à un au stade de la Prairie d'Alès.
Di Nallo compte 10 sélections avec l'équipe de France entre 1962 et 1971. Il fait des débuts remarqués en inscrivant un doublé lors de son premier match, une défaite contre la Hongrie (2-3).
Après l'arrêt de sa carrière de joueur, il occupe différentes fonctions au sein de l'Olympique lyonnais, à compter de juin 1978.
Propriétaire d'un magasin de sport à Lyon, il est mêlé en 1987 à une affaire d'escroquerie aux cartes bancaires, qui lui vaudra un procès et une condamnation en 1988.
De 2005 à 2008, il est l'entraîneur de l'AS Misérieux Trévoux, club de division d'honneur régional, dans l'Ain.
En octobre 2008, il signe au FC Corbas en tant que conseiller sportif auprès des éducateurs du club afin de pallier les difficultés de l'équipe fanion engagée en Honneur régional ligue.
En 2022, le magazine So Foot le classe dans le top 1000 des meilleurs joueurs du championnat de France, à la 35e place.

## Palmarès
Avec l'Olympique lyonnais
- Vainqueur de la Coupe de France en 1964, 1967 et 1973
  - Finaliste en 1963 et 1971

- Vainqueur du Trophée des champions en 1973
  - Finaliste en 1967

Avec Montpellier PSC
- Champions de France de Division d'Honneur du Sud-Est en 1976

## Statistiques détaillées
Le tableau ci-dessous retrace le parcours de Fleury Di Nallo durant sa carrière,.
| Saison                | Club                  | Championnat           | Championnat | Championnat | Coupe(s) nationale(s) | Coupe(s) nationale(s) | Supercoupe | Supercoupe | Compétition(s) continentale(s) | Compétition(s) continentale(s) | Compétition(s) continentale(s) | Coupe Charles Drago | Coupe Charles Drago | France | France | Total | Total |
| Saison                | Club                  | Division              | M.          | B.          | M.                    | B.                    | M.         | B.         | Comp.                          | M.                             | B.                             | M.                  | B.                  | M.     | B.     | M.    | B.    |
| 1960-1961             | Olympique lyonnais    | Division 1            | 7           | 1           | -                     | -                     | -          | -          | -                              | -                              | -                              | -                   | -                   | -      | -      | 7     | 1     |
| 1961-1962             | Olympique lyonnais    | Division 1            | 34          | 18          | 2                     | 2                     | -          | -          | -                              | -                              | -                              | 4                   | 0                   | -      | -      | 40    | 20    |
| 1962-1963             | Olympique lyonnais    | Division 1            | 30          | 10          | 5                     | 4                     | -          | -          | -                              | -                              | -                              | -                   | -                   | 2      | 3      | 37    | 17    |
| 1963-1964             | Olympique lyonnais    | Division 1            | 23          | 10          | 4                     | 3                     | -          | -          | C2                             | 8                              | 2                              | -                   | -                   | 1      | 0      | 36    | 15    |
| 1964-1965             | Olympique lyonnais    | Division 1            | 34          | 13          | 1                     | 0                     | -          | -          | C2                             | 2                              | 0                              | 1                   | 2                   | -      | -      | 38    | 15    |
| 1965-1966             | Olympique lyonnais    | Division 1            | 37          | 15          | 4                     | 0                     | -          | -          | -                              | -                              | -                              | -                   | -                   | -      | -      | 41    | 15    |
| 1966-1967             | Olympique lyonnais    | Division 1            | 37          | 14          | 8                     | 5                     | -          | -          | -                              | -                              | -                              | -                   | -                   | 1      | 1      | 46    | 20    |
| 1967-1968             | Olympique lyonnais    | Division 1            | 37          | 18          | 3                     | 1                     | 1          | 0          | C2                             | 7                              | 6                              | -                   | -                   | 5      | 4      | 53    | 29    |
| 1968-1969             | Olympique lyonnais    | Division 1            | 4           | 0           | -                     | -                     | -          | -          | -                              | -                              | -                              | -                   | -                   | -      | -      | 4     | 0     |
| 1969-1970             | Olympique lyonnais    | Division 1            | 22          | 13          | 4                     | 0                     | -          | -          | -                              | -                              | -                              | -                   | -                   | -      | -      | 26    | 13    |
| 1970-1971             | Olympique lyonnais    | Division 1            | 36          | 21          | 9                     | 7                     | -          | -          | -                              | -                              | -                              | -                   | -                   | 1      | 0      | 46    | 28    |
| 1971-1972             | Olympique lyonnais    | Division 1            | 38          | 17          | 1                     | 0                     | -          | -          | -                              | -                              | -                              | -                   | -                   | -      | -      | 39    | 17    |
| 1972-1973             | Olympique lyonnais    | Division 1            | 33          | 17          | 8                     | 3                     | -          | -          | -                              | -                              | -                              | -                   | -                   | -      | -      | 41    | 20    |
| 1973-1974             | Olympique lyonnais    | Division 1            | 32          | 13          | 5                     | 2                     | 1          | 0          | C2                             | 4                              | 3                              | -                   | -                   | -      | -      | 42    | 18    |
| 1974-1975             | Olympique lyonnais    | Division 1            | 9           | 2           | -                     | -                     | -          | -          | -                              | -                              | -                              | -                   | -                   | -      | -      | 9     | 2     |
| Sous-total            | Sous-total            | Sous-total            | 413         | 182         | 54                    | 27                    | 2          | 0          | -                              | 21                             | 11                             | 5                   | 2                   | 10     | 8      | 505   | 230   |
| 1974-1975             | Red Star              | Division 1            | 12          | 5           | 1                     | 0                     | -          | -          | -                              | -                              | -                              | -                   | -                   | -      | -      | 13    | 5     |
| Sous-total            | Sous-total            | Sous-total            | 12          | 5           | 1                     | 0                     | -          | -          | -                              | -                              | -                              | -                   | -                   | -      | -      | 13    | 5     |
| 1975-1976             | Montpellier PSC       | DH                    | 23          | 21          | 3                     | 2                     | -          | -          | -                              | -                              | -                              | -                   | -                   | -      | -      | 26    | 23    |
| 1976-1977             | Montpellier PSC       | D3                    | 27          | 7           | 2                     | 0                     | -          | -          | -                              | -                              | -                              | -                   | -                   | -      | -      | 29    | 7     |
| Sous-total            | Sous-total            | Sous-total            | 50          | 28          | 5                     | 2                     | -          | -          | -                              | -                              | -                              | -                   | -                   | -      | -      | 55    | 30    |
| Total sur la carrière | Total sur la carrière | Total sur la carrière | 475         | 215         | 60                    | 29                    | 2          | 0          | -                              | 21                             | 11                             | 5                   | 2                   | 10     | 8      | 573   | 265   |

## Distinctions personnelles
- Meilleur buteur de l'histoire de l'Olympique lyonnais avec 182 buts en championnat et 222 buts toutes compétitions confondues.
- 8e meilleur buteur de l'histoire du Championnat de France.

## Divers
L'émission de télévision Sacrée Soirée, diffusée sur TF1 dans les années 1980-1990, proposait à chaque numéro un jeu : une date de naissance s'affichait sur le plateau et les personnes nées ce jour-là pouvaient alors appeler la chaîne ; l'une d'elles gagnait une somme d'argent. Voyant s'afficher un soir la date du 20 avril 1943, Fleury Di Nallo téléphone et remporte la somme de 100 000 francs.